# Riccia sibayenii
Riccia sibayenii là một loài rêu trong họ Ricciaceae. Loài này được Perold mô tả khoa học đầu tiên năm 2001.